# Wikipedia en criollo jamaicano
La Wikipidia o Wikipedia en criollo jamaicano es la versión de Wikipedia escrita en criollo jamaicano.  
Comenzó el 2 de mayo de 2016. Esta versión de la enciclopedia contiene actualmente la cifra de 1724 artículos; tiene 10 584 usuarios, de los cuales 23 son activos; siendo por tanto la Wikipedia número 230 por número de artículos.
- Datos: Q23948717
- Multimedia: Jamaican Patois Wikipedia / Q23948717